# Eva Ionesco
Eva Ionesco (París, 18 de julio de 1965) es una actriz y modelo fotográfica francesa de ascendencia rumana. Es hija de la fotógrafa Irina Ionesco.

## Biografía
Ionesco alcanzó la celebridad por las fotografías de contenido artístico-erótico que de ella hizo su madre, antes de cumplir los 10 años. También posó para otros fotógrafos como Jacques Bourboulon.
Es la modelo más joven en salir en una sesión fotográfica desnuda de Playboy, ya que apareció a los 11 años, desnuda en una playa, en la edición de octubre de 1976 de la edición italiana de la revista, en una sesión de Bourboulon. Otra de sus sesiones fotográficas desnuda, en la edición de noviembre de 1978 de la edición española de Penthouse, fue una selección de fotografías de su madre. También apareció en la portada de Der Spiegel a la edad de 12 años completamente desnuda. El número fue posteriormente eliminado de los registros de la revista.
Tras la  publicación de sus fotografías, en 1974, Ionesco se convirtió en un ícono, la lolita de la época y llamó la atención a los productores de cine independiente.
Tras su papel en Maladolescenza de 1977, su madre perdió la custodia, y ella vivió durante un tiempo con los padres del diseñador de calzado Christian Louboutin quien ya se había ido de casa.Desde los 13 años, Ionesco comenzó a frecuentar regularmente el club Le Palace junto con Christian Louboutin y Edwige Belmore, consumió alcohol, perdió la virginidad a los 11 años y también desarrolló una adicción a las drogas. Estuvo entrando y saliendo de varios hogares de acogida hasta que un novio mayor se hizo cargo de su custodia cuando tenía 16 años.
En 1995 tuvo un hijo, Lukas Ionesco, con un diseñador de escenarios de cine.
En 1998, la policía francesa confiscó del apartamento de su madre cientos de fotografías en las que ella aparecía a la edad de cinco años en poses sugestivas y en completa desnudez.
En noviembre de 2012, demandó a su madre por una indemnización de 200,000 euros y la devolución de todas las fotos desnudas que su madre le había tomado en la década de 1970. El tribunal ordenó la devolución de los negativos y concedió a Ionesco una indemnización de 10,000 euros, pero rechazó otras reclamaciones adicionales.
En 2013 se casó con el autor Simon Liberati del que se divorció en 2021.

## Carrera

### Cine
A los 11 años debutó en Le locataire de Polanski, posteriormente rodó Spermula dirigida por el pintor y escultor Charles Matton, cuyas escenas eróticas fueron eliminadas, y Maladolescenza, cuyas escenas de sexo con menores fueron consideradas escandalosas ya en 1977, en ambas películas ella repetía su rol de «niña fatal» de las fotografías de su madre.
En la década de los 80, ingresó a la prestigiosa escuela des Amandiers, dirigida por Patrice Chéreau y Pierre Romans. En los siguientes años participó en otras películas y cortometrajes, como L'amoreuse que Jacques Doillon en 1987, Vive la Republique!, La patinoire, Grand Bonheur de Herve Le Roux en 1993 y Encore de Pascal Bonitzer en 1996.
En 2011, dirigió su primer largometraje, My Little Princess, que debutó en el Festival Internacional de Cine de Cannes de 2011, también fue nominado para la mejor ópera prima y mejor vestuario en los Premios César de 2012.  Tuvo una amplia difusión internacional y una crítica elogiosa. La película, inspirada en la vida personal de Ionesco, es protagonizada por Isabelle Huppert que interpreta a una fotógrafa depredadora que utiliza a su joven hija como modelo en una serie de fotos desnudas.
Ionesco volvió a hacer equipo con Isabelle Huppert en 2019 para su siguiente película, Une jeunesse dorée, sobre una joven pareja en París que comienza a pasar tiempo con una pareja mucho más vieja y adinerada.

### Literatura
En 2015, su entonces esposo, publicó un libro sobre el cortejo y la infancia de Ionesco titulado Eva.
En 2017, publicó su primer libro, Innocence, que trataba sobre su infancia y la relación rota con su padre. En 2022 publicó su segundo libro Enfants de la nuit un libro que trata sobre la adolescencia de Ionesco en el París de los años 70, el de las grandes fiestas míticas, y en 2023 publica La bague au doigt un libro sobre su exmarido Simon  Liberati.

## Filmografía
| - Une jeunesse dorée (2019, directora) - My Little Princess (2010, directora) - Crime (2010) - La famille Wolberg (2009) - À l’est de moi (2008) - J'ai revé sous l'eau (2008) - Je vous hais petites filles (2008) - La promenade (2007) - Écoute le temps (2006) - Les invisibles (2005) - Quand je serai star (2004) - Je suis votre homme (2004) - L’empreinte (2004) - Qui perd gagne! (2003) - Cette femme-là (2003) - Un homme, un vrai (2003) - Il est plus facile pour un chameau... (2003) - Los diablos (2002) - Un aller simple (2001) - Paris mon petit corps est bien las de ce grand monde (2000) - Adieu, plancher des vaches! (1999) - La nueva Eva (1999) - La patinoire (1998) - Vive la république! (1997) - La petite maman (1997) - Rien que des grandes personnes (1997) - Liberté chérie (1997) - Romaine (1997) | - L'appartement (1996) - Encore (1996) - Pullman paradis (1995) - Bête de scène (1994) - X pour Xana (1994) - Montparnasse-Pondichéry (1994) - Rupture(s) (1993) - Grand bonheur (1993) - Comment font les gens? (1993) - La sévillane (1992) - La table d'émeraude (1992) - Chant de guerre parisien (1991) - Monsieur (1990) - Marie cherchait l'amour (1989) - L'orchestre rouge (1989) - Résidence surveillée (1987) - Hôtel de France (1987) - Jeux d'artifices (1987) - Les nanas (1985) - La nuit porte jarretelles (1985) - Grenouilles (1983) - Meurtres à domicile (1982) - Journal d'une maison de correction (1980) - Mi pequeño amante (1978) - Maladolescenza (1977) - Le locataire (1976) - Spermula (1976) |